# Palaeoneura
Palaeoneura is een geslacht van vliesvleugeligen uit de familie Mymaridae. De wetenschappelijke naam van dit geslacht is voor het eerst geldig gepubliceerd in 1915 door Waterhouse.

## Soorten
Het geslacht Palaeoneura omvat de volgende soorten:
- Palaeoneura australiense (Girault, 1913)
- Palaeoneura bagicha (Narayanan, Subba Rao & Kaur, 1960)
- Palaeoneura breviscapus (Girault, 1938)
- Palaeoneura darwini (Girault, 1913)
- Palaeoneura dei (Girault, 1922)
- Palaeoneura devriesi (Girault, 1913)
- Palaeoneura durwest Triapitsyn & Aquino, 2010
- Palaeoneura elisabethae (Ferrière, 1931)
- Palaeoneura eucharis (Perkins, 1912)
- Palaeoneura filia (Girault, 1920)
- Palaeoneura franklini (Girault, 1913)
- Palaeoneura gloriosa Huber, 2009
- Palaeoneura goldsmithi (Girault, 1925)
- Palaeoneura gracile (Prinsloo, 1986)
- Palaeoneura haeckeli (Girault, 1913)
- Palaeoneura hegeli (Girault, 1915)
- Palaeoneura hishimoni (Taguchi, 1975)
- Palaeoneura indopeninsularis (Mani & Saraswat, 1973)
- Palaeoneura interrupta Waterhouse, 1915
- Palaeoneura joulei (Girault, 1918)
- Palaeoneura kusnezovi (Ogloblin, 1946)
- Palaeoneura lepida (Annecke & Doutt, 1961)
- Palaeoneura mendeleefi (Girault, 1913)
- Palaeoneura mymaripennis (Dozier, 1933)
- Palaeoneura nigra (Subba Rao, 1970)
- Palaeoneura nigrithorax (Girault, 1913)
- Palaeoneura nordaui (Girault, 1913)
- Palaeoneura notabilissima (Girault, 1913)
- Palaeoneura pax (Girault, 1913)
- Palaeoneura poincarei (Girault, 1913)
- Palaeoneura romanesi (Girault, 1912)
- Palaeoneura rousseaui (Girault, 1913)
- Palaeoneura sappho (Girault, 1913)
- Palaeoneura shakespearei (Girault, 1920)
- Palaeoneura sieboldi (Girault, 1912)
- Palaeoneura signa (Girault, 1920)
- Palaeoneura silvae (Girault, 1920)
- Palaeoneura silvifilia (Girault, 1925)
- Palaeoneura sophoniae (Huber, 2003)
- Palaeoneura speciosissima (Girault, 1915)
- Palaeoneura spenceri (Girault, 1912)
- Palaeoneura stupenda (Girault, 1938)
- Palaeoneura sublesta (Girault, 1938)
- Palaeoneura tayalum (Taguchi, 1975)
- Palaeoneura thoreauini (Girault, 1915)
- Palaeoneura unimaculatum (Hayat & Anis, 1999)
- Palaeoneura virgilii (Girault, 1938)
- Palaeoneura zangwilli (Girault, 1913)
- Palaeoneura zolai (Girault, 1915)